# 孫訓
孫訓（1544年—？），字廷揚，號龍門，山西太原右衛官籍，直隸高郵州人，明朝政治人物。

## 生平
隆慶四年（1570年）庚午科山西鄉試第十九名舉人。隆慶五年（1571年）聯捷辛未科會試第二百十九名，三甲第八十八名進士。考選庶吉士，万历三年（1575年）授礼科给事中，五年出为山东按察司僉事。六年降为肥乡县丞，七年升宁晋知县，十年升兵部主事，十四年升员外郎，十五年卒。

## 家族
曾祖孫景；祖父孫憲，累封奉直大夫尚寶司少卿；父孫允中，應天府府丞。母張氏（贈宜人）；繼母李氏、尋氏（封宜人）。严侍下。兄孫謨（指挥佥事）。弟孫誥（武舉人）、孙詔、孙諒、孙讃。